# Ракетная почта
Ракетная почта (англ. rocket mail) — вид пересылки почтовых отправлений специальными почтовыми ракетами.

## История

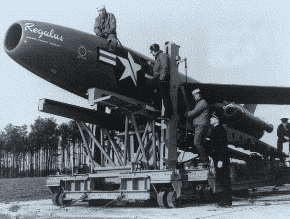
Американская крылатая ракета, которая применялась для доставки ракетной почты

В поисках средств для доставки корреспонденции ещё в конце XIX века на островах Тонга были осуществлены попытки первого в мире почтового применения ракет. Ракеты Конгрива, в специальный отсек которых помещали несколько килограммов почты, запускались из главного города островного государства на соседние острова и преодолевали расстояние около 2 км. Из-за недостаточной точности и дальности ракеты терялись, и от идеи ракетной почты после нескольких запусков пришлось отказаться.
По мере развития в XX веке ракетостроения предлагалось много проектов использования ракет для быстрой доставки почты. В 1930-х годах такие программы имелись в Германии, Великобритании, Индии и на Кубе.
В эти же годы в Австрии эксперименты с доставкой почты ракетами проводились Фридрихом Шмидлем. Так, в 1931—1935 годах им было произведено 24 запуска ракет V-7, доставивших около 6000 писем. Помещённые в специальные капсулы почтовые отправления были франкированы частными марками, погашенными частным штемпелем. План организации ракетной почты был разработан Шмидлем во всех деталях, но, не получив ожидаемой поддержки, он уничтожил свои чертежи из-за опасений, что они могут быть использованы в военных целях.
Немец Герхард Цукер, переехав в Великобританию, тоже убеждал английскую почтовую службу в преимуществах этой технологии.
Во Франции после Второй мировой войны несколько частных почтовых ракет были запущены в Северную Африку.
В 1959 году американская почтовая служба сделала успешный запуск крылатой ракеты SSM-N-8 Regulus с подводной лодки Barbero, у которой ядерная боеголовка была заменена специальным почтовым контейнером. Ракета с 3 тысячами почтовых отправлений была запущена в направлении базы ВМС США во Флориде. На конвертах отправленных таким способом писем была сделана надпись: «Первая официальная ракетная почта» на английском языке.
Подобные эксперименты проводились также в СССР и России.
В целом, несмотря на все эти попытки, данная технология транспортировки почты массово не использовалась.

## Филателистические материалы
Несмотря на экзотичность и дороговизну, в ряде стран выпускались конверты и почтовые марки ракетной почты, а также филателистические материалы, посвящённые этому виду транспортировки почты. Относятся они к специализированному разделу филателии — аэрофилателии и, в частности, к астрофилателии. Доставленные с помощью ракетной почты письма называются «ракетными» письмами.
В 1939 году на Кубе вышла в обращение официальная почтовая марка ракетной почты с надпечаткой исп. «Experimento del cohete Postalanode 1939» («Пробная ракетная почта 1939»). В 1964 году Республика Куба в ознаменование 25-летия эксперимента с ракетной почтой выпустила почтовую марку, на которой воспроизведена первая и единственная официальная марка кубинской ракетной почты 1939 года.
В 1985 году ракетная почта Тонга была увековечена на четырёхмарочной серии Ниуафооу (Sc #60—63). Ей же была посвящена одна из марок (Sc #78) серии этого же острова, выходившей в 1986 году в связи со 100-летним юбилеем почтовых марок Тонга (Sc #76—80).

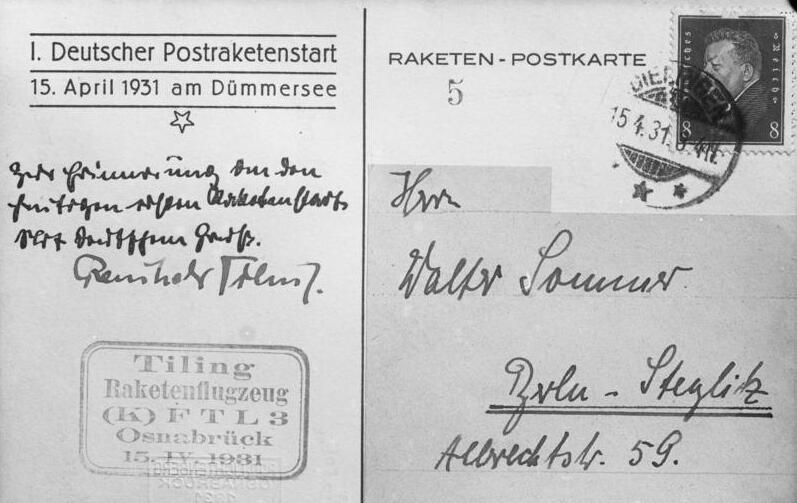
Немецкая почтовая карточка ракетной почты
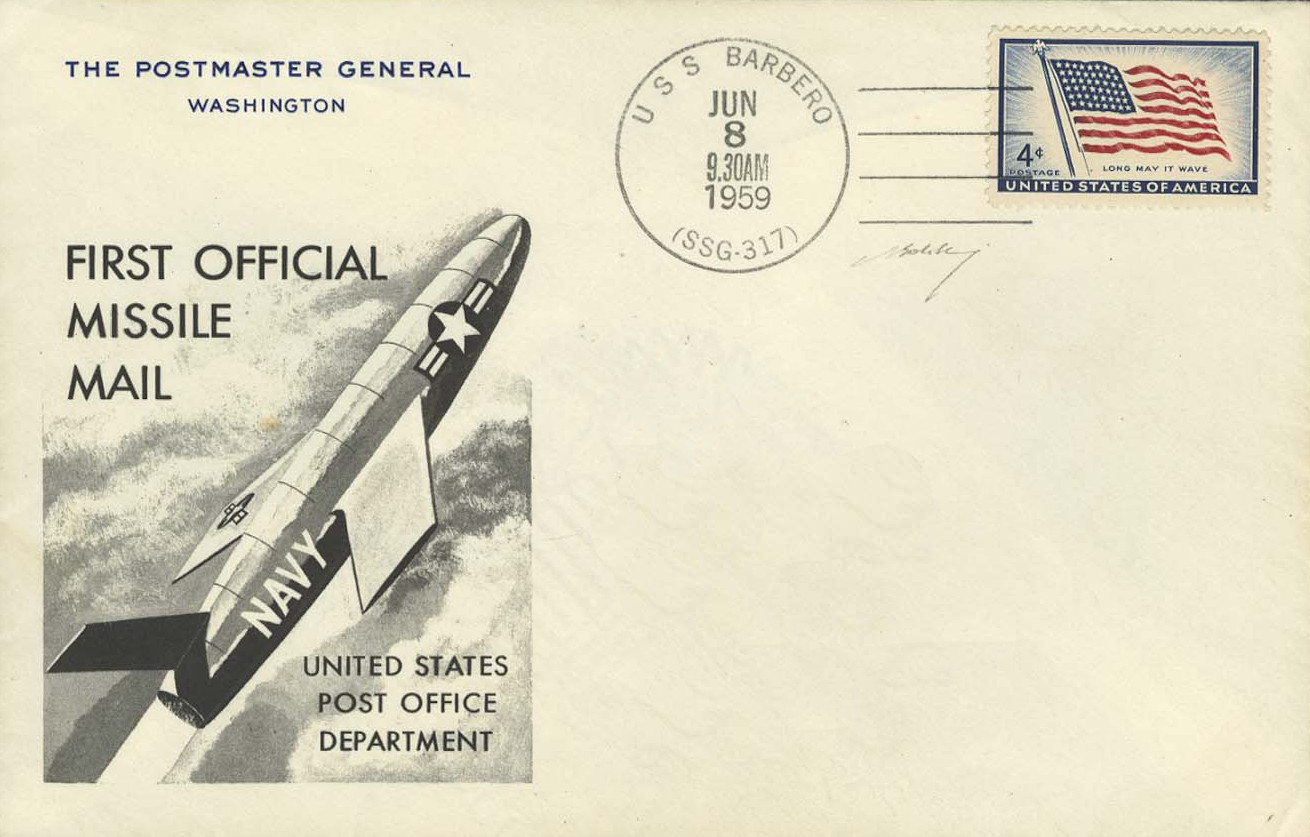
Американский почтовый конверт ракетной почты